# Maesa membranacea
Maesa membranacea är en viveväxtart som beskrevs av A. Dc. Maesa membranacea ingår i släktet Maesa och familjen viveväxter. Inga underarter finns listade i Catalogue of Life.